# Bajrang Dal
Bajrang Dal anses som ungdomsorganisation till Vishwa Hindu Parishad. Organisationen grundades av bl.a. BJP-politikern Vinay Katiyar, som var dess förste president.
Vid förstörandet av Babri Masjid var Bajrang Dal aktivt deltagande, och har kritiserats för detta. Den radikala linjen och Katiyars organisatoriska förmåga bidrog dock till att organisationen idag har kanske 1 300 000 medlemmar i de indiska delstaterna Gujarat och Orissa.
Katiyar har lämnat organisationen för att representera BJP i Lok Sabha. Bajrang Dals nuvarande ledare är Jaibhan Singh Pawaiya.